# Francis Ward Monck

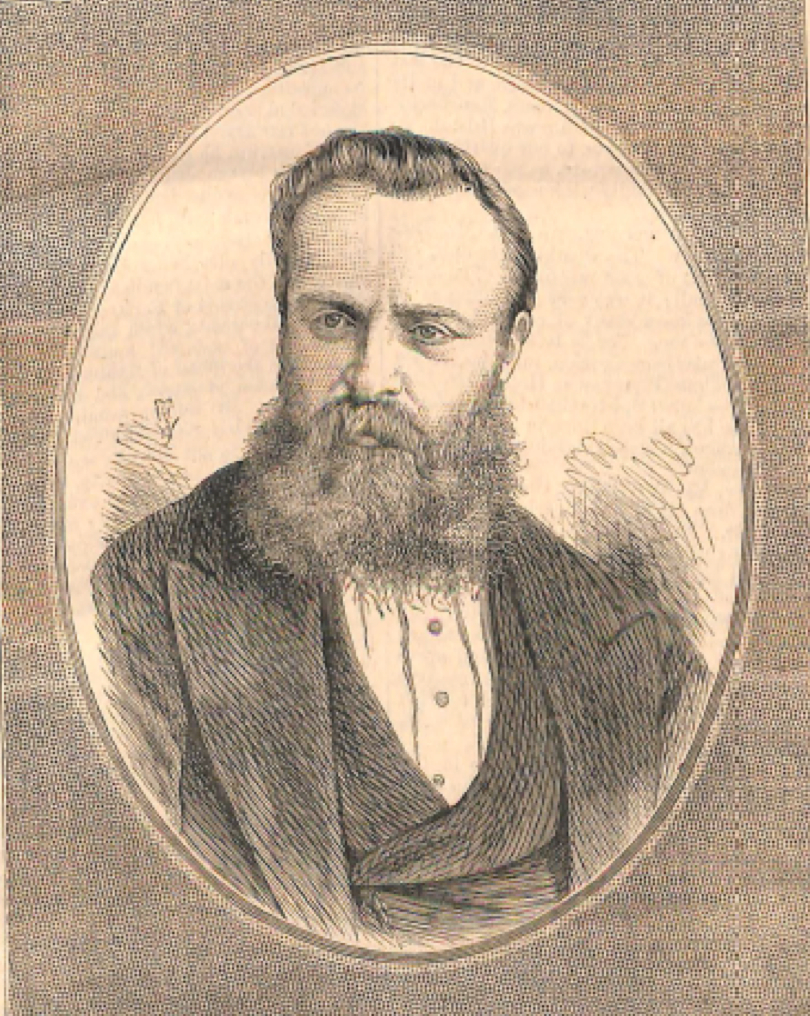
Francis Ward Monck

Francis Ward Monck (nacido en 1842) fue un clérigo y médium espiritual británico que fue expuesto como un fraude.

## Biografía
Monck nació en Portsmouth, Hampshire. Afirmó tener experiencias psíquicas de niño. Fue un clérigo que comenzó su carrera como ministro de la Capilla Bautista en Earls Barton, estaba interesado en el espiritismo y se convirtió en un médium. El 3 de noviembre de 1876 en Huddersfield, un cuidador H. B. Lodge detuvo la sesión y exigió que se buscara a Monck. Monck salió corriendo de la habitación, se encerró en otra habitación y escapó por una ventana. Un par de guantes de peluche fueron encontrados en su habitación, así como una gasa, que llegaban a las barras y otros dispositivos fraudulentos en su equipaje.  Después de un juicio, Monck fue condenado por su mediumnidad fraudulenta y fue condenado a tres meses de prisión.
El físico William F. Barrett también atrapó a Monck en fraude con "una pieza de muselina blanca en un marco de alambre con un hilo negro adjunto, siendo utilizado por el médium para simular un espíritu parcialmente materializado" En sus sesiones, Monck colocó un reloj musical en una mesa, lo cubrió con una caja de cigarros y afirmó que los espíritus lo hicieron tocar. Fue expuesto como un truco ya que Monck había escondido una pequeña caja de música que tocaría en sus pantalones.

## Apuesta Colley

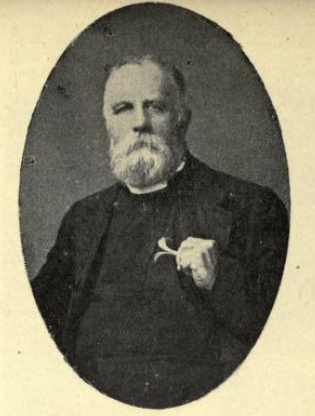
Thomas Colley

El investigador psíquico Thomas Colley defendió a Monck. En 1906, Colley ofreció £ 1000 a cualquiera que pudiera reproducir la materialización de Colley por métodos fraudulentos. El mago John Nevil Maskelyne ofreció replicar la materialización. Había logrado imitar con éxito la materialización, pero Colley negó que fuera una réplica exacta. Maskelyne también acusó a Colley de fingir falsamente que era un archidiácono , mientras no recibía un título oficial. Estas acusaciones fueron negadas por Colley. El caso fue a la corte en 1907 y Alfred Russel Wallace testificó en nombre de Colley y Monck. El juicio duró menos de una semana. Maskelyne no pudo recoger el dinero. También tuvo que pagar una multa de £75 por difamación.

## Lectura adicional
- Hereward Carrington. (1907). Los Fenómenos Físicos de Espiritualismo.  Herbert B. Turner & Co. pp. 246@–247 revela el truco "de mano de" espíritu materializado que Monck utilizado en su sesiones (en inglés).
- Ronald C. Finucane. (1996). Fantasmas: Aspectos de la Transformación & Cultural Muerta. Prometeo Libros (en inglés).